# Carlos Julio Arosemena Tola (canton)
Carlos Julio Arosemena Tola est un canton d'Équateur situé dans la province de Napo.